# Vympel R-73

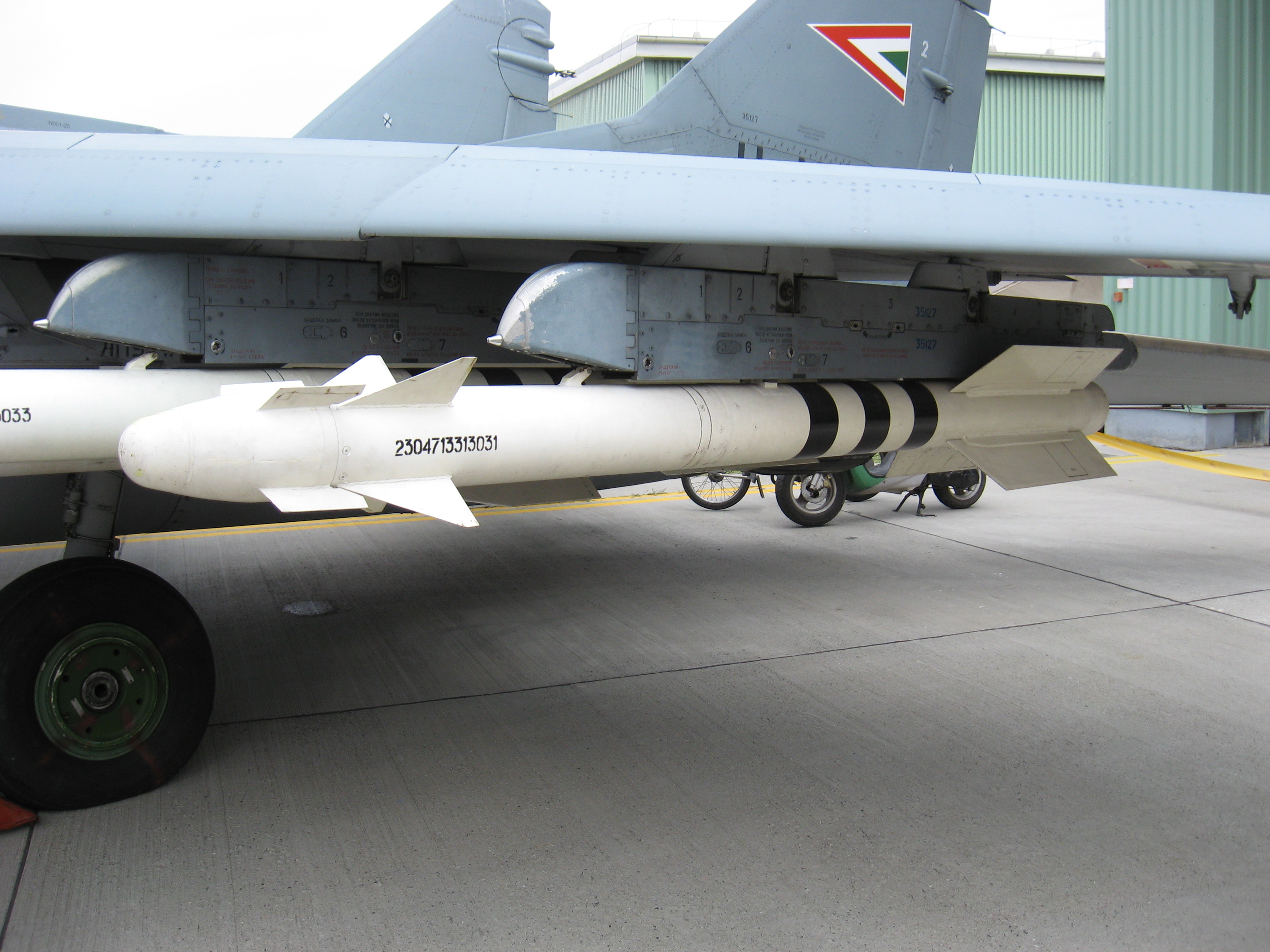
R-73 na maďarském MiGu-29

Vympel R-73 (v kódu NATO "AA-11 Archer") je protiletadlová řízená střela krátkého dosahu s infračervenou naváděcí hlavicí vyvinutá v SSSR v konstrukční kanceláři Vympel. V současnosti je to nejlepší ruská raketa na krátké vzdálenosti a pro manévrový vzdušný souboj. Ve svých schopnostech překonává všechny starší typy. Díky špičkové manévrovatelnosti a kvalitnímu naváděcímu systému naplňuje tato moderní střela označení "fire and forget" ("vystřel a zapomeň").

## Vývoj

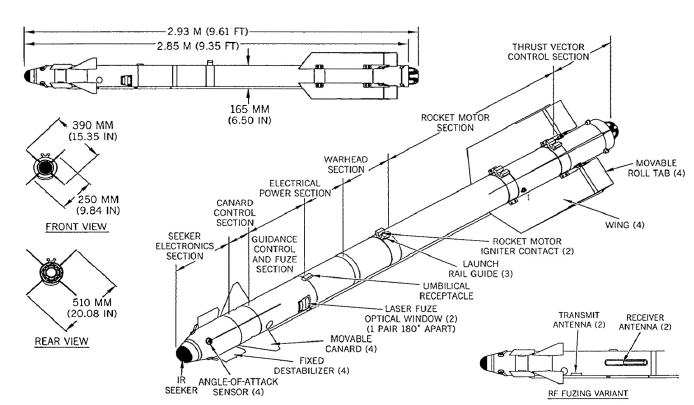
Nákres střely R-73

Vývoj nové sovětské rakety krátkého dosahu, která by nahradila starší protiletadlovou raketu R-60 byl zahájen v roce 1973 v konstrukční kanceláři Molnija. Poté, co byli této kanceláři zadány úkoly k vývoji sovětského raketoplánu Buran, byly práce na raketě R-73 (Izdělije 62) přesunuty do konstrukční kanceláře Vympel. Do výzbroje byla zavedena v roce 1982, ale základ raketové výzbroje hlavních stíhacích letounů MiG-29 a Su-27 tehdejšího sovětského letectva rozšířila až v roce 1985. Střela byla průběžně modernizována a její dosah byl zvětšen z 20 km u základní verze na 40 km u varianty R-74ME (R-73m) z roku 1994. Vývoj této rakety v současnosti pokračuje. Nově připravovaná varianta RVV-MD bude tvořit výzbroj stíhacího letadla 5. generace Suchoj T-50 PAK FA.
Když se koncem 80. let začaly objevovat první záběry a informace o střele R-73, začala tato zbraň vzbuzovat obavy západních expertů. O tom, že byly tyto obavy oprávněné, se přesvědčili po sjednocení Německa. Luftwaffe převzala spolu s letadly MiG-29 i zbraňový systém R-73. Následně se na letecké základně v Manchingu uskutečnilo množství simulovaných vzdušných soubojů MiGu-29 proti strojům F-16C a F/A-18. Tyto souboje přinesly pro západní mocnosti velmi nepříjemné zjištění. MiG-29 s jednoduchým přilbovým zaměřovačem a vybavený raketami R-73 byl v blízkém manévrovém souboji oproti stroji F-16C úspěšnější v poměru 2:1 a proti F/A-18 v poměru 1,5:1. Tato skutečnost byla příčinou vývoje raket dnes již plně zařazených do výzbroje armád západních zemí, které svými parametry raketu Vympel již v mnoha směrech výrazně převyšují (například AIM-9X, AIM-132, IRIS-T a další).

## Varianty
- R-73 – základní verze s dosahem 20 km
- R-73E – verze se zvýšeným dosahem na 30 km
- R-74ME – modernizovaná verze s novou elektronikou a citlivější vyhledávací hlavicí s dosahem 40 km (původně označovaná jako R-73M)
- RVV-MD – nejnovější připravovaná verze

## Uživatelé
| - Bangladéš - Brunej - Bulharsko - Čína - Egypt - Eritrea - Etiopie - Gruzie - Indie - Indonésie - Írán - Kuba | - Maďarsko - Malajsie - Peru - Polsko - Rumunsko - Rusko - Severní Korea - Slovensko - Srbsko - Ukrajina - Venezuela - Vietnam |